# 蓋茲黑德 (英國國會選區)
蓋茲黑德（英語：Gateshead），英國國會一自治市選區，位於英格蘭泰恩-威爾郡蓋茲黑德東北部。設於1832年，1950年撤銷，2010年恢復。
這裡恢復前早期是自由黨的選區，此後是工黨的選區。在2010年大選中，工黨的伊恩·邁恩斯以54.1%選票勝出該區首度當選。